# Sport dans la Haute-Saône
Le département de la Haute-Saône compte de multiples clubs de sport évoluant à un niveau national et d'équipements sportif majeur.
La ville de Vesoul (préfecture) regroupe la majorité des clubs et installations sportives d'importance[réf. nécessaire] du département, même si des communes comme Lure, Luxeuil-les-Bains et Gray comptent aussi quelques clubs et installations sportives d'intérêt

## Clubs sportifs
- Le Football Club de Vesoul, fondé en 1917 évolue en Championnat de France amateur de football,
- Le club de handball Cercle sportif Vesoul Haute-Saône créé le 21 juin 1975
- L'Avant-garde de la Motte de Vesoul, club omnisports vésulien majeur fondé le 8 juin 1910.
- L'AC Gy est un ancien club de football féminin située à Gy, qui a évolué en première division nationale dans les années 1980.
- Le Tri Val de Gray, fondé en 1995 et localisé à Gray, est l'un des principaux clubs de triathlons[réf. nécessaire] de Franche-Comté.

## Équipements sportifs
Construit dans les années 1950, le stade René-Hologne, est un stade multifonction composé d'un terrain de football honneur en pelouse synthétique, d'une piste d'athlétisme de 400 mètres, d'une tour de chronométrage et d'une grande tribune de 1 000 places assises,,. La Complexe sportif de la Maison des associations de Vesoul est un large complexe sportif couvert de 6 000 m2 localisé dans la préfecture haut-saônoise. Construit en 1897-1898, la maison des associations est constituée d'une salle omnisports nommée « Gymnase Jean-Jaurès », dotée d'une tribune de 700 places assises et permettant de pratiquer le badminton, le handball, le basket-ball, le volley-ball, le futsal... La maison des associations est également constituée de plusieurs autres salles : une salle de gymnastique, une salle polyvalente, un dojo, une salle de tennis de table, une salle de boxe et une salle de tir,.
La commune de Luxeuil-les-Bains possède un palais des Sports.

## Sportifs renommés

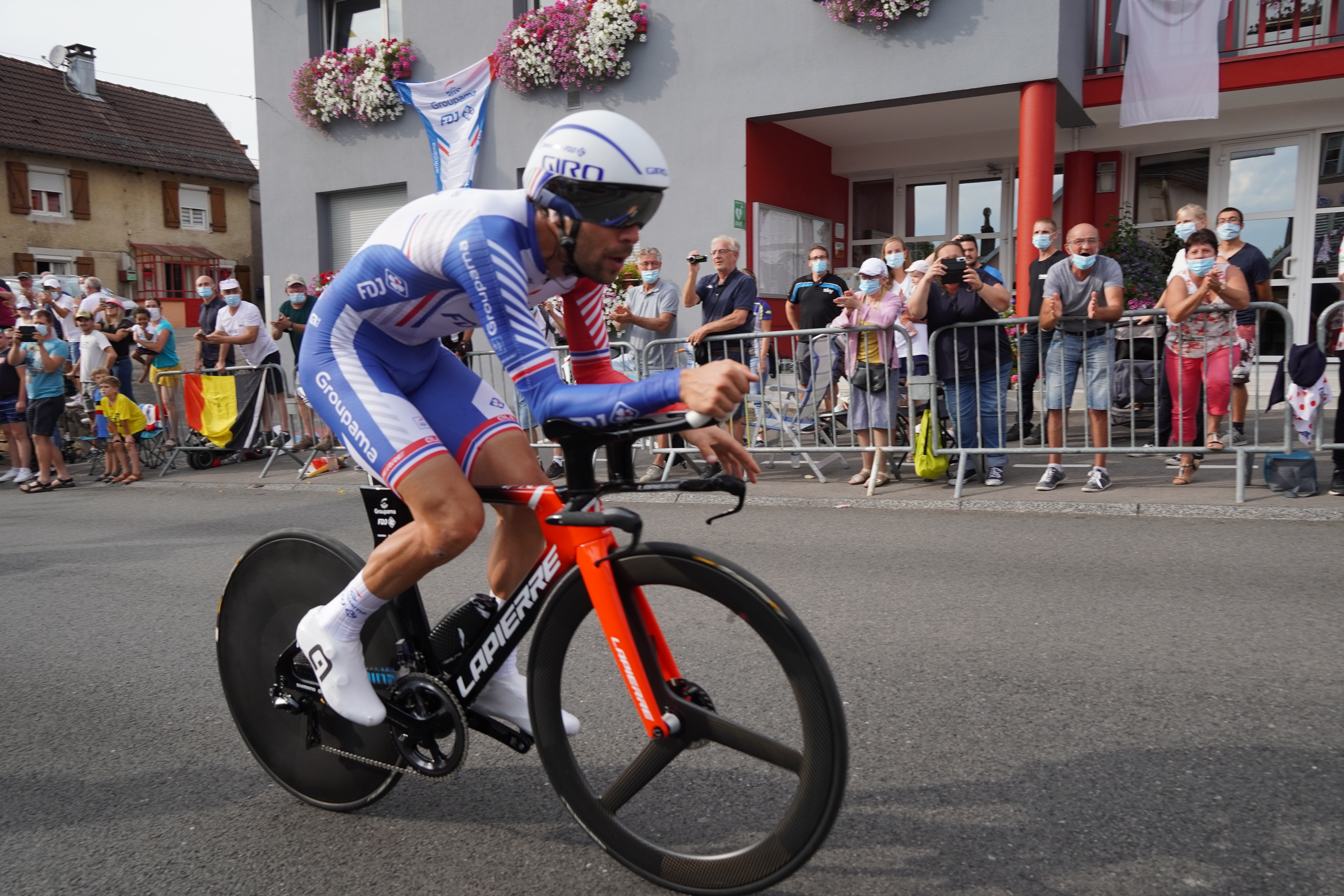
Thibaut Pinot passant devant la mairie de Mélisey lors de la 20e étape du Tour de France 2020.

De nombreuses personnalités du monde sportif sont nées en Haute-Saône. Parmi les principaux, on peut citer le fondateur de la Coupe du monde de football Jules Rimet, le pilote professionnel de rallye-raid Stéphane Peterhansel, l'athlète Julien Casoli, le footballeur professionnel Jérémy Mathieu et l'entraîneur de football Alain Perrin. D'autres personnages ont vu le jour en Haute-Saône telles que le judoka Ghislain Lemaire, le boxeur Frédéric Tripp, les cyclistes Laurent Mangel et Thibaut Pinot, le pêcheur Henri Bresson et  le pilote de moto Jacques Collot.

## Compétitions
Le cyclisme à la Planche des Belles Filles est particulièrement pratiqué à partir du début des années 2010, notamment dans le cadre du Tour de France. Cette ascension est réputée comme étant parmi les plus dures de France en raison de ses fortes pentes comprises entre 8 et 24 %. La montée est révélée aux professionnels par la cyclosportive Les Trois Ballons, elle est ensuite rendu célèbre par le Tour de Franche-Comté puis le Tour de France en 2012.

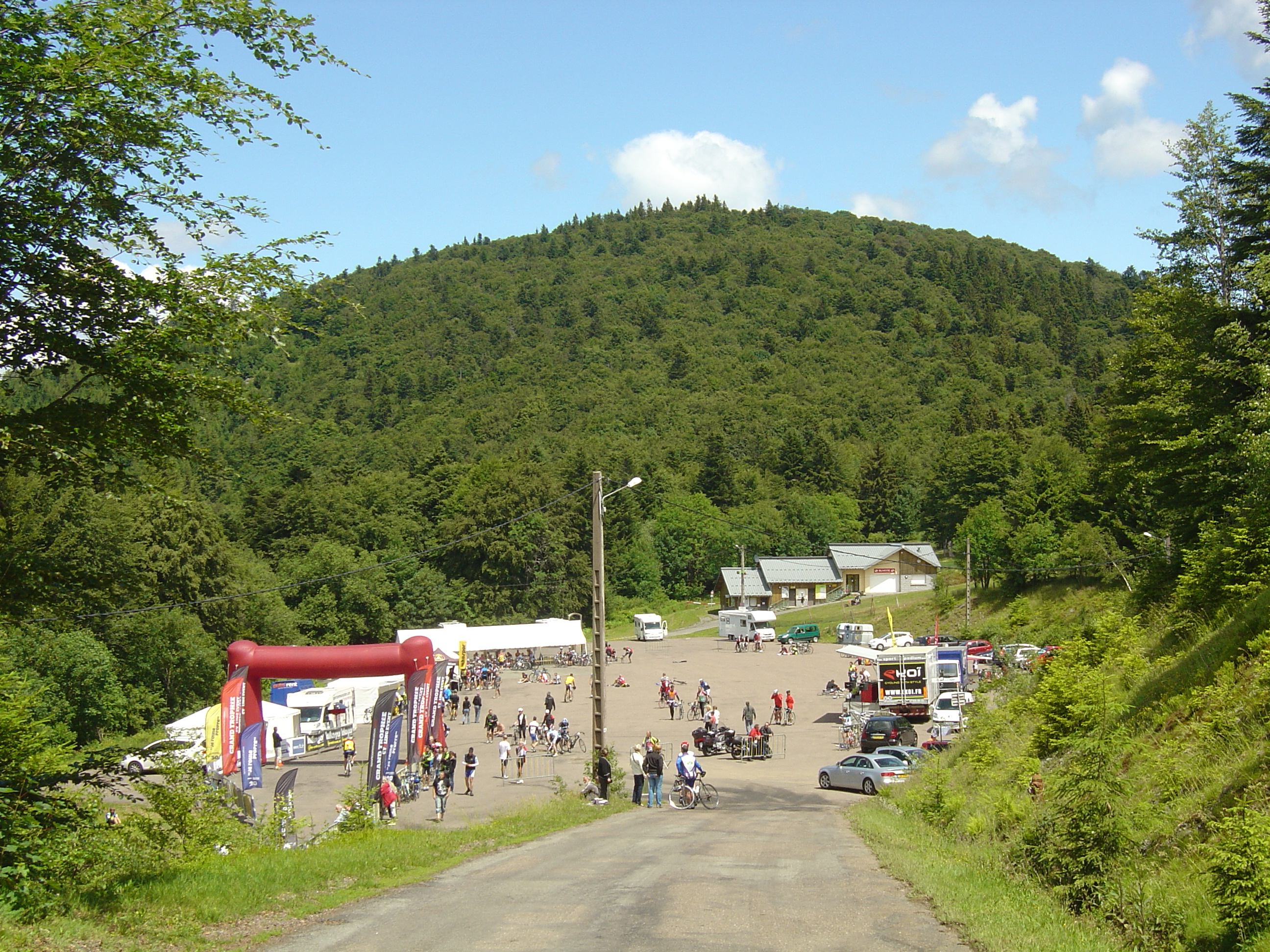
Arrivée à la Planche des Belles Filles lors de la cyclosportive des Trois Ballons en 2011.
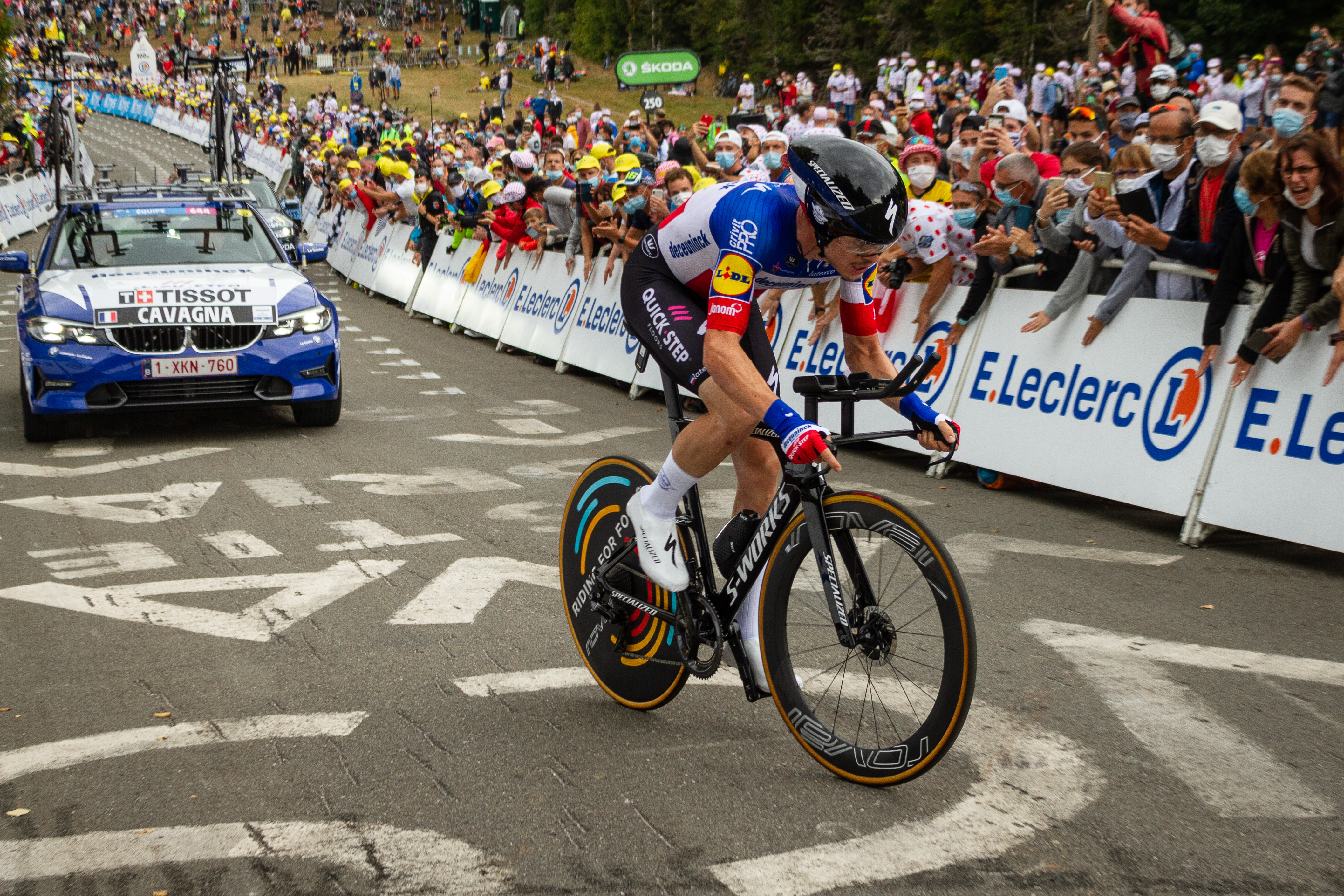
Rémi Cavagna sur la rampe finale de la Planche des Belles Filles lors du Tour de France 2020.